# Södra Lomtjärnen (Norra Råda socken, Värmland)
Södra Lomtjärnen är en sjö i Hagfors kommun i Värmland och ingår i Göta älvs huvudavrinningsområde.